# Секвоя-албинос
Секвоя-албинос е индивид от дървесния вид Sequoia sempervirens, което е неспособно да произвежда хлорофил, което прави игличките му бели на цвят, вместо зелени. За да оцелее такъв индивид, кореновата му система трябва е свързана с тази на нормална секвоя (обикновено това е дървото-родител), от която на принципа на паразитизма получава хранителни вещества. В света са известни само около 60 примера за секвои-албиноси. Срещат се в парковете „Хенри Коуел“ и „Хумболт“ в щата Калифорния, специализирани в опазване на секвоите, но точните им местоположения не се публикуват с цел закрила на тези редки дървета (секвоите поначало за уязвим вид). Албиносите достигат максимална височина от около 20 метра. Другите иглолистни нямат способността да „присаждат“ корените си, затова албиносите от другите иглолистни видове не оцеляват до достигането на размерите на дървета.
Секвоите-албиноси са били важна част от културата на коренното население на САЩ и са съхранени в легендите им. Например индианците от племето Помо са ги използвали в ритуалите си по пречистване.
Известни са десет случая на химери, които имат мозайка от тъкани на нормална секвоя и секвоя-албинос. Само в един от тези случаи е известно дървото да е образувало шишарки. Дървото е било застрашено при изграждането на железницата между Сонома и Марин,, поради което бива пресадено на друго място.
- Секвоя-албинос в парка „Хумболт“, Северна Калифорния